# جانکارلو پانتانو
جانکارلو پانتانو (انگلیسی: Giancarlo Pantano؛ زادهٔ ۱۵ ژوئن ۱۹۷۷) بازیکن فوتبال اهل ایتالیا است.
از باشگاه‌هایی که در آن بازی کرده‌است می‌توان به باشگاه فوتبال پیستویزه اشاره کرد.